# Imporcitor
Dans la mythologie romaine, Imporcitor (du latin « imporco », faire des sillons) est le dieu qui préside le dessin des sillons,.
Ce dieu, associé à Cérès, est invoqué dans les indigitamenta et célébré par un flamine mineur, le flamen cerialis.
Il représente la troisième phase du labour, après Vervactor et Reparator. Étaient en effet invoqués douze dieux, respectivement, :
- Vervactor, dieu des jachères (retournement de la jachère) ;
- Reparator, dieu du renouvellement des moissons (remise en état de la jachère) ;
- Imporcitor, qui veille sur la terre élevée à côté du sillon (labour en profondeur) ;
- Insitor, dieu des semailles ;
- Obarator, dieu du labour en surface ;
- Occator, dieu des herses (hersage) ;
- Sarritor, dieu du sarcloir (sarclage) ;
- Subruncinator, dieu du sarclement opéré en remuant la terre (binage) ;
- Messor, dieu des moissons ;
- Convector, dieu de la translation des blés (charriage) ;
- Conditor, qui serre le blé (engrangement) ;
- Promitor, qui tire le blé du grenier (dégrangement).